# Belphegor

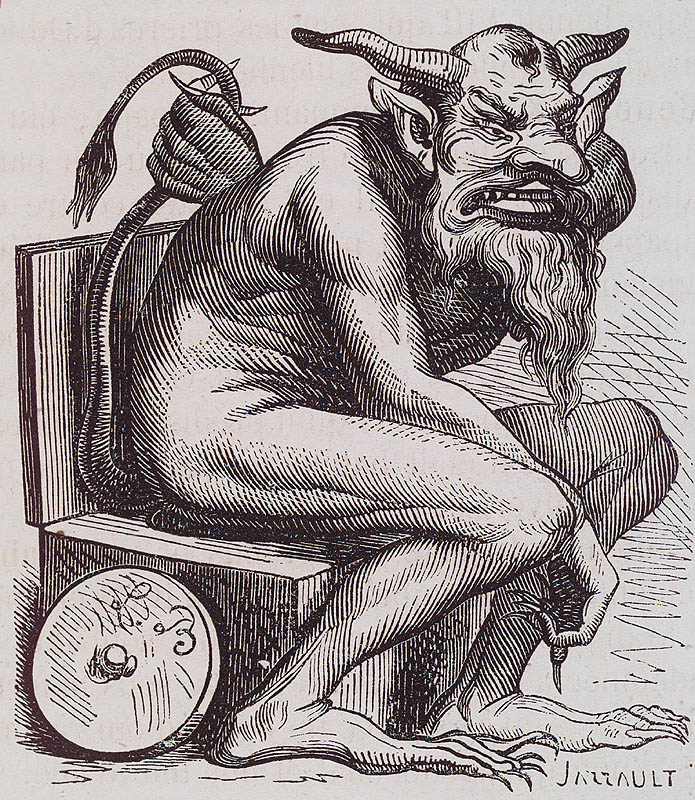
Belphegor

Belphegor (hoặc Beelphegor, tiếng Hebrew: בַּעַל-פְּעוֹר‎ baʿal-pəʿōr - Lord of the Gap) là một con quỷ và là một trong bảy hoàng tử Địa ngục, Kẻ giúp mọi người thực hiện khám phá. Belphegor quyến rũ mọi người bằng cách gợi ý cho họ những phát minh thần kỳ mà sẽ giúp họ trở nên giàu có. Giám mục và thợ săn phù thủy Peter Binsfeld tin rằng Belphegor cám dỗ con người bằng sự lười biếng. Ngoài ra, theo Phân loại Quỷ của Binsfeld, Belphegor là con quỷ chính của 7 tội lỗi chết người được gọi là Sloth trong truyền thống Kitô giáo. 